# Borgès
El Borgès, (en occità: Borgés) és un parçan o comarca d'Occitània situat a la Guiena. La seva vil·la principal és Borg.
Segons la proposta de divisió territorial d'Occitània del diari Jornalet, basada en l'obra de Frederic Zégierman Le Guide des pays de France, El Borgès estaria ubicat a la regió de la Guiena, subregió de Bordelès.
El Borgès es correspon amb la part meridional de la regió històrica girondina del Blaiès, de cultura i llengua occitana gascona, mentre que la part nord del territori és un dels components del País Gavai, de cultura i llengua santongueses.
Oficialment, les comunes del Borgès estan adscrites administrativament al departament francès de la Gironda (nord), a la regió administrativa de Nova Aquitània.